# أولوكيزوماب
أولوكيزوماب هو جسم مضاد وحيد النسيلة محفز للمناعة من خلال تأثيره على إنترلوكين 6. ولكونه مضاد إنترلوكين 6 فإنه من المتوقع استخدامه في بعض الأمراض المناعية مثل التهاب المفاصل الروماتويدي.
نتائج المرحلة الثانية من التجارب السريرية بمقارنته بغفل أو توسيليزوماب كانت مشجعة.